# Antonio D’Angelo
Antonio D’Angelo (ur. 2 marca 1971 w Castelmauro) – włoski duchowny rzymskokatolicki, rektor Papieskiego Seminarium Regionalnego św. Piusa w Abruzzo-Molisano w latach 2016–2021, biskup pomocniczy L’Aquili w latach 2021–2023, arcybiskup koadiutor L'Aquili w latach 2023–2024, arcybiskup metropolita L'Aquili od 2024.

## Życiorys

### Prezbiterat
Święcenia kapłańskie otrzymał 14 września 1996 i został inkardynowany do diecezji Termoli-Larino. Był m.in. wikariuszem i proboszczem parafii w Colletorto oraz dyrektorem diecezjalnej Caritas. Od 2007 pracował w papieskim regionalnym seminarium w Chieti, gdzie pełnił funkcje: wicerektora (2007–2010), ekonoma (2010–2016) oraz rektora (2016–2021).

### Episkopat
14 sierpnia 2021 papież Franciszek mianował go biskupem pomocniczym archidiecezji L’Aquili, ze stolicą tytularną Pumentum. Sakry udzielił mu 12 września 2021 kardynał Giuseppe Petrocchi.
19 sierpnia 2023 papież Franciszek mianował go arcybiskupem koadiutorem archidiecezji L'Aquiia. 1 sierpnia 2024 objął urząd arcybiskupa metropolity. Paliusz otrzymał z rąk papieża Leona XIV w dniu 29 czerwca 2025.